# Mien (sjö)
För andra betydelser, se Mien.
Mien är en sjö strax söder om Tingsryd i Tingsryds kommun i Småland och ingår i Mieåns huvudavrinningsområde. Mien är nästan cirkelrund med en liten ö – Ramsö – i mitten. Sjön är resterna av en nedslagskrater (astroblem), som bildades av en meteorit för ca 120 miljoner år sedan.
Mien avvattnas söderut av Mieån. Sjön är 42 (alternativt 28) meter djup, har en yta på 19,9 kvadratkilometer och befinner sig 94 meter över havet. Vid provfiske har bland annat abborre, gärs, gädda och lake fångats i sjön.

## Namnet
Namnet på sjön (under 1600-talet stavat Mijen) är troligen bildat till det fornsvenska ordet midher ('belägen i mitten'). Detta ska syfta på sjöns placering i gränstrakterna mellan Småland och Blekinge.

## Geografi

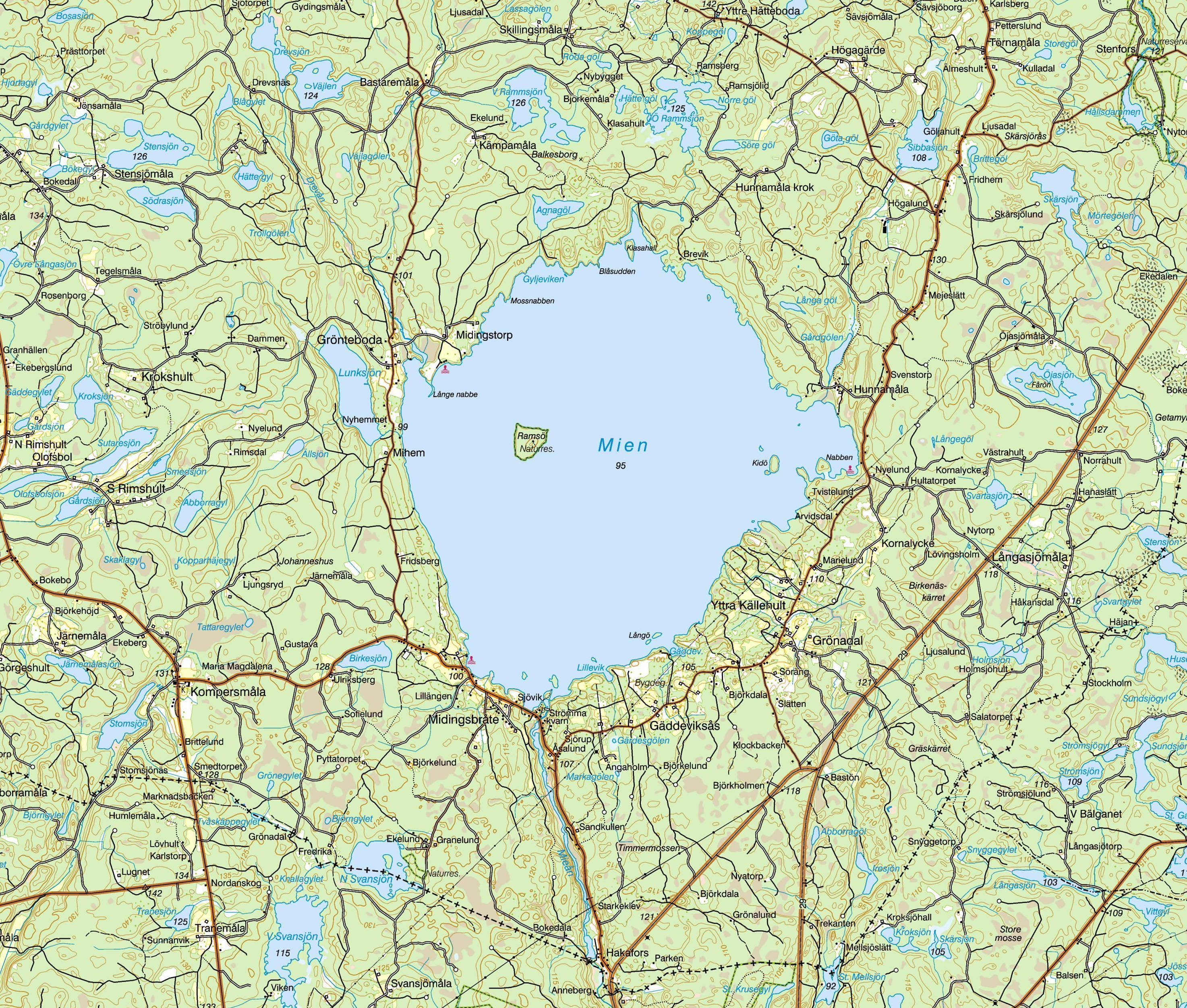
Söder om den runda sjön formar gränsen mellan Småland och Blekinge en motsvarande båglinje.

Mien ligger i den sydligaste delen av det centrala Småland, nära Tingsryd och i sydligaste Värend. Den runda sjön omges av ett småländskt kulturlandskap i nuvarande Tingsryds kommun och som i historisk tid delats mellan Almundsryds, Urshults (båda i Kinnevalds härad) och Tingsås socknar (i Konga härad).
Landskapsgränsen mellan Småland och Blekinge gör här en vid båge runt och söder om sjön.

### Delavrinningsområde
Mien ingår i delavrinningsområde (625232-144087) som SMHI kallar för Utloppet av Mien. Medelhöjden är 108 meter över havet och ytan är 53,96 kvadratkilometer. Räknas de 7 avrinningsområdena uppströms in blir den ackumulerade arean 173,51 kvadratkilometer. 
Avrinningsområdets utflöde Mieån mynnar i havet. Avrinningsområdet består mestadels av skog (42 procent) och öppen mark (11 procent). Avrinningsområdet har 20,51 kvadratkilometer vattenytor vilket ger det en sjöprocent på 38 procent.

## Geologi
Länge trodde man att sjön Mien var resten av en vulkan, en uppfattning som helt övergavs först på 1970-talet. Den förste som föreslog att det var en nedslagskrater var Arvid Högbom år 1910. Han utgick från sjöns runda form, och stöddes av att områdets ryoliter (beskrivna av Nils Olof Holst 1890) var olika all annan ryolit av vulkaniskt ursprung.
På 1960-talet visade fynd av koesit och chockad kvarts att området hade utsatts för ett nedslag. Senare har man funnit indikationer på metalliskt järn och spår av iridium, men inga direkta fragment av meteoriten har hittills hittats. Dock kan man än idag hitta tektit – glasliknande fragment av berget som formades av värmen vid nedslaget – i området. Ett forskarlag från Lunds universitet har även upptäckt mineralet reidite som bara kan skapas vid extrema tryck, vilket ytterligare bekräftar hypotesen om att Mien skapades av ett meteoritnedslag.

## Biologi
Vid provfiske har följande fisk fångats i sjön:
- Abborre
- Gärs
- Gädda
- Lake
- Löja
- Mört
- Sik
- Öring